# بوتش يندلي
بوتش يندلي (بالإنجليزية: Butch Lindley) هو سائق سباق أمريكي، ولد في 25 مارس 1948 في غرينفيل في الولايات المتحدة، وتوفي في 6 يونيو 1990 في غرير في الولايات المتحدة.